# Герб Лакского района
Герб Лакского муниципа́льного райо́на — опознавательно-правовой знак, служащий официальным символом муниципального образования «Лакский район». Утверждён Решением Собрания депутатов Лакского района № 27 от 25 декабря 2012 года. Внесён в Государственный геральдический регистр Российской Федерации под номером 8334.

## Описание герба
Геральдическое описание гласит:

В лазоревом поле — золотой сокол, летящий с распростёртыми крыльями и с обращенными в стороны лапами, вверху сопровождённый червлёной княжеской шапкой, имеющей обычные опушку, дужку и державу естественных цветов, причем держава увенчана золотым полумесяцем; а внизу — серебряной крепостью в виде двух мурованных и зубчатых башен со сквозными окнами, соединенных стеной, также мурованной и зубчатой; крепость обременена двумя червлёными кавказскими кинжалами накрест, рукоятями вверх. Щит увенчан муниципальной короной — золотой о пяти видимых остроконечных зубцах.

Герб Гунибского района в соответствии с Методическими рекомендациями по разработке и использованию официальных символов муниципальных образований (Раздел 2, Глава VIII, п.п. 45—46), утвержденными Геральдическим советом при Президенте Российской Федерации 28.06.2006 года может воспроизводиться со статусной короной установленного образца — золотой территориальной короной о пяти заострённых зубцах.
Корона, венчающая щит, является геральдической короной достоинства, приличествующей району как муниципальному образованию. Герб может воспроизводиться как в полной версии (с короной), так и в сокращенной (без короны). Обе версии герба равноправны и имеют одинаковый статус.

## Утверждение герба
Герб утверждён Решением Собрания депутатов Лакского района № 27 от 25 декабря 2012 года.